# Hypercompe yukatanensis
Hypercompe yukatanensis là một loài bướm đêm thuộc phân họ Arctiinae, họ Erebidae.